# Антонова, Анастасия Андреевна
Анастасия Андреевна Антонова (7 августа 1987, Кемерово) — российская футболистка, нападающая.

## Биография
Воспитанница кемеровского футбола. Выступала в высшей лиге России за подмосковные «Приалит» и «Россиянку» и московское «Измайлово». Позднее играла в первом дивизионе за московское «Торпедо».
После окончания игровой карьеры работала в Москве вне спорта.
Сестра-близнец Алёна тоже профессиональная футболистка. В ряде команд сёстры играли вместе.